# Danh sách thành phố Bỉ
Dưới đây là danh sách các thành phố tại Bỉ.
- Aalst
- Aarschot
- Antwerpen (Antwerp)
- Brugge (Bruges)
- Bruxelles (Brussels)
- Charleroi
- Diest
- Dinant
- Durbuy
- Genk
- Gent (Ghent)
- Hasselt
- Kortrijk
- La Louvière
- Leuven
- Liège
- Louvain-la-Neuve
- Mechelen
- Mons
- Mortsel
- Mouscron
- Namur
- Nivelles
- Oostende
- Roeselare
- Seraing
- Sint-Niklaas
- Sint-Truiden
- Tienen
- Tongeren
- Tournai
- Verviers
- Wavre